# کریس ونس
کریس ونس بازیگری بریتانیایی است که او را به خاطر بازی در نقش فرانک مارتین در سریال مأمور انتقال و همچنین جیمز ویسلر در سریال فرار از زندان  می‌شناسند.

## زندگی
او در دانشگاه نیوکاسل مهندسی عمران خوانده‌است. و در سال ۲۰۰۳ با زنی ازدواج می‌کند و به استرالیا می‌رود اما در سال ۲۰۰۷ از او جدا می‌شود.

## زندگی حرفه‌ای
او در ابتدا در انگلستان بازی می‌کرد سپس به استرالیا رفت و در سریال پرستاران نقش آفرینی کرد و در ژوئن ۲۰۰۸ به کلمبیا او در ۱۴ قسمت سریال فرار از زندان نقش آفرینی کرد.

## فیلم‌شناسی
| سال  | فیلم        | در نقش | اطلاعات       |
| ---- | ----------- | ------ | ------------- |
| ۲۰۰۶ | چیزهای جنسی | پدر    |               |
| ۲۰۰۶ | 2006        | مکبت   | کارآگاه کیتنس |

| سال       | فیلم          | در نقش       | اطلاعات     |         |
| --------- | ------------- | ------------ | ----------- | ------- |
| ۱۹۹۸      | کنترل کیفیت   | یاب          | یک قسمت     |         |
| ۲۰۰۱      | قله تمرین     | جان          | ۲ قسمت      |         |
| ۲۰۰۲      | بیل           | کارشناس      | یک قسمت     |         |
| ۲۰۰۳      | پرستاران      | جان          | یک قسمت     |         |
| ۲۰۰۳      | 2004          | هیلرس آبی    | اندرو پرکیس | یک قسمت |
| ۲۰۰۴      | استینگرها     | شان شکارچی   | ۶ قسمت      |         |
| ۲۰۰۵      | راز زندگی ما  | پیرس         | ۳ قسمت      |         |
| ۲۰۰۷–۲۰۰۸ | فرار از زندان | جیمز ویسلر   | ۱۴ قسمت     |         |
| ۲۰۰۹      | روانی         | جک گلگر      | ۱۳ قسمت     |         |
| ۲۰۱۰      | رعایت مقررات  | مسون گیلوری  | ۵ قسمت      |         |
| 2012      | مامور انتقال  | فرانک مارتین | 24 قسمت     |         |